# Cornwall (Connecticut)
Cornwall es un pueblo ubicado en el condado de Litchfield en el estado estadounidense de Connecticut. En el año 2005 tenía una población de 1.489 habitantes y una densidad poblacional de 12 personas por km².

## Geografía
Cornwall se encuentra ubicada en las coordenadas 41°50′43″N 73°19′53″O / 41.84528, -73.33139.

## Demografía
Según la Oficina del Censo en 2000 los ingresos medios por hogar en la localidad eran de $54,886, y los ingresos medios por familia eran $64,750. Los hombres tenían unos ingresos medios de $46,875 frente a los $30,536 para las mujeres. La renta per cápita para la localidad era de $42,484. Alrededor del 3.0% de la población estaban por debajo del umbral de pobreza.